# Al-Musta'li
Abū l-Qāsim al-Mustaʿlī bi-llāh Aḥmad ibn al-Mustanṣir (in arabo أبو القاسم "المستعلي بالله" أحمد بن المستنصر‎?; Il Cairo, settembre 1074 – Il Cairo, dicembre 1101) fu il 9º Imam fatimide e il 19º Imam del movimento ismailita-fatimide musta'liano dal 1094 al 1101.

## Biografia
Fu investito della suprema carica di Imām sotto la reggenza del "vizir militare" al-Afḍal b. Badr al-Jamālī (1094-1121) alla morte del padre al-Mustanṣir bi-llāh. Durante tutto il suo regno, rimase ampiamente subordinato al volere di al-Afḍal.
Una disputa successoria che squassò l'Imamato si verificò prima della sua intronizzazione. Suo fratello maggiore, Nizār fu considerato - secondo una tradizione fortemente attestata e con non poche eccezioni - come il legittimo erede al trono. Benché una rivolta dei suoi sostenitori fosse fallita e sebbene Nizār morisse nel carcere in cui era stato gettato, lo scisma si radicò e costituì un decisivo indebolimento delle strutture istituzionali dell'impero fatimide, già in crisi economica e finanziaria. In Siria e in Persia, la branca nizarita si sviluppò e i suoi avversari assunsero il nome di musta'liani.
Nel corso del suo Imamato dovette fronteggiare gli assalti vittoriosi della Prima Crociata in Palestina. Goffredo di Buglione conquista Gerusalemme nel 1099 e fonda il Regno di Gerusalemme, dopo la nascita della Contea di Edessa, del Principato di Antiochia e della Contea di Tripoli.
Muore nel 1101 e suo figlio al-Amir bi-ahkam Allah gli succede.